# Guind'art 121
Guind'art 121 é um grupo brasileiro de rap e hip hop formado em Planaltina, no Distrito Federal. O grupo foi lançado pela Gravadora Discovery G1.
Iniciou seu projeto em 1994. O grupo Guind'art 121 sugere para que as pessoas, através de suas letras, escolham seus próprios caminhos entre o mal e o bem mostrando os dois lados da sociedade como um todo. A origem do grupo veio de dançarinos de rua de Brasília e Goiânia, sendo a sua primeira formação: Daher (vocal), Emanuel (vocal), Marquinhos (vocal) Nego Boy (vocal) e Thaíde (Dj).
Em 1994 Nego Boy é preso por homicidio e 4 anos depois, em 1998, morre assassinado. Em 1996 o grupo lança seu primeiro cd Ser ou Não Ser Gangster. Logo em seguida Marquinhos e Emanuel deixam o grupo formando mais tarde o grupo Tropa De Elite.
Em 1997 Thaíde deixa o grupo e entram Dj Paulinho, Érico, Wendell Crioulo e Smith e em 1998 lançam o segundo cd Livre Arbítrio.
Em 2000 Dahanna  entra  no grupo com o lançamento do terceiro Cd Século XXI.
Em 2000  Mateus edgar (MT Das Ruas) entra  no grupo como contratado da Discovery G1.
Em 2002 Crioulo deixa o grupo e em 2003 Handriell chega pra somar e 3 meses depois Smith dsai do grupo e lançam o quarto Cd A força está de volta, de 2004.
Um ano depois lançam seu quinto Cd Até a Alma e em 2006 lançam o primeiro cd ao vivo Guind'Art 121 Ao Vivo.
Em  2006 Mateus Edgar (Mt Das Ruas) deixa o Grupo.
Em 2007 Sorel entra no grupo com o lançamento do sétimo Cd e o primeiro Cd duplo Outra Cena.
Em 2008 Érico deixa o grupo e o filho do vocalista Daher, Daher Filho, entra no grupo.
O oitavo Cd do grupo foi lançado em 2010, chamado Xeque Mate.
Em 2011 devido a problemas com membros do grupo,Handriell deixa o Guind'Art 121.
2015 Guindart lança seu novo Cd chamado (So os fortes continuam). 2016 Heriko volta para o grupo e promete vir com trabalhos novos em 2017

## Trajetória
Lançado em 1996, o disco Ser ou Não Ser Gangster projetou o grupo Guind'art 121 na cena hip-hop brasiliense. O trabalho vendeu 10 mil cópias, puxado pelas faixas "Emanuel" e "Fissurados". O grupo é formado por dançarinos de rua e ganhou em Brasília o prêmio "Revelação de 1997". No fim de 1998, saiu o segundo CD do Guind'art, Livre Arbítrio, que em poucos meses alcançou a venda de 15 mil cópias apenas na região Centro Oeste. A música "Deus é nosso Pai" deu origem ao primeiro clipe da banda e a colocou no topo das paradas das rádios de Brasília, São Paulo, Goiânia e Belo Horizonte. Em 2000, o grupo voltou à cena com o amadurecido álbum Século XXI, que firmou de vez seu nome no cenário do hip-hop brasileiro.

## Integrantes
- Daher (vocal)
- Dg1(Vocal) (Daher Filho)
- Sorel (vocal)
- Heriko (Vocal) (Neguin)

## Discografia
- 1994: Ser ou Não Ser Gangster
- 1998: Livre Arbítrio
- 2000: Século XXI
- 2004: A Força Está de Volta
- 2005: Até a Alma
- 2006: Ao Vivo
- 2007: Outra Cena (Duplo)
- 2010: Xeque Mate
- 2015: So os fortes continuam